# Riay Tatary Bakry
Riay Tatary Bakry (Damasc, 19 de març de 1948-Madrid, 6 d'abril de 2020) fou un imam sirià, vocal de la Comissió Assessora de Llibertat Religiosa del Govern espanyol, president de la Comissió Islàmica d'Espanya i de la Unió de Comunitats Islàmiques d'Espanya.
L'any 1970 s'establí a Espanya i estudià Medicina a la Universitat d'Oviedo. Participà a la Comissió Assessora de Llibertat Religiosa del Ministeri de Justícia espanyol, tasca per la qual rebé l'any 1998 l'Encomana de l'Orde del Mèrit Civil. El març de 2020 fou ingressat, juntament amb la seva muller, a l'Hospital Universitari La Pau de Madrid per causa de la COVID-19. Dues setmanes més tard, el 6 d'abril, morí als setanta-dos anys.